# Wevelinghoven
Wevelinghoven ist eine an der Erft liegende gemeinde im heutigen Stadtgebiet von Grevenbroich (Nordrhein-Westfalen). Bis zur Gebietsreform am 1. Januar 1975 war Wevelinghoven eine selbständige Stadt. Die Flächengröße beträgt in der „Gemarkung Wevelinghoven mit Langwaden“ laut Kataster 13,93 Quadratkilometer. Die Bevölkerungszahl am 31. Dezember 2023 betrug 7265 Menschen.

## Geographie
Wevelinghoven liegt im Städtedreieck Düsseldorf–Köln–Mönchengladbach mit guten bis sehr guten Verkehrsanbindungen zu allen drei Großstädten. Es grenzt im Nordwesten an die Orte Hülchrath und Langwaden. Im Osten befindet sich eine Umgehungsstraße, die die südlich gelegene Bundesstraße 59 mit der Verbindungsstraße nach Langwaden verbindet und die für eine weitestgehende Entlastung des Ortes vom Schwerlastverkehr sorgt. Westlich verläuft die Erft, und nördlich befindet sich die Ortschaft Kapellen. Im Norden befindet sich ein Industriegebiet mit dem Schwerpunkt auf handwerkliche Kleinunternehmen und mittelständische Handelsbetriebe. Seit 1915 ist dort eine Lackfabrik, in der u. a. Lacke und Klebstoffe für Verpackungen der Lebensmittel- und Pharmaindustrie hergestellt werden, ansässig. Im Süden befindet sich an der Grenze zu Grevenbroich das Gelände der Zuckerfabrik (Pfeifer&Langen), welche auf Kandis und Hagelzucker spezialisiert ist. Auf dem gelände befindet sich außerdem eine Verarbeitungsanlage der Intersnack, in welcher Kartoffelchips und weitere Snackprodukte hergestellt werden. Das weitere Gelände wird durch einen Baumarkt, ein Möbelhaus, ein Getränkegeschäft, sowie einige Kleinbetriebe genutzt.
Wevelinghoven ist ein typisches Straßendorf, und die Hauptbebauung verläuft nahezu parallel entlang des rechten Ufers der Erft. Geologisch befindet sich die Hauptbebauung der Ortschaft auf der jüngeren Mittelterrasse der Erft, die während der Saale-Eiszeit im Mittelpleistozän entstand und sich geomorphologisch anhand des abfallenden Geländes zur Erft hin erkennen lässt. Stratigraphisch überlagert wird die jüngere Mittelterrasse von einer etwa 1 bis 2 Meter mächtigen Lössschicht, die während der Weichsel-Eiszeit im Oberpleistozän sedimentierte. Der überaus fruchtbare Lössboden wird östlich von Wevelinghoven vielseitig durch Ackerbau genutzt. Der geologische Untergrund entlang des linken unbebauten Erftufers lässt sich in das Holozän datieren und besteht vorwiegend aus Auenlehm und einem lokal ausgetorften Niedermoor mit Bruchwald-, Schilf- und Seggentorf. Das Gebiet entlang des linken Erftufers dient der Naherholung und besteht aus weitläufigen Wiesen und Pferdeweiden, vereinzelten Äckern und Laubwald.

## Geschichte
Neben vielen Funden der Mittelsteinzeit/ Hambacher Gruppe (Mesolithikum) treten vereinzelt auch Funde der Jungsteinzeit (Neolithikum) auf. Daneben wurden im Bereich der „Römerstraße“ und der „Krummstraße“ einige wenige römische Fundstücke lokalisiert – ein römischer Weg lief an der Erft entlang von Neuss über Hülchrath, Wevelinghoven über die heutigen Straßen: Römerstraße, Am Wehr, Unterstraße, Burgstraße, An der Obermühle, Krummstraße weiter nach Grevenbroich. Weiterhin wurden im ehemaligen Stadtgebiet Wevelinghovens auf einigen Feldern in Erftnähe Scherben der sogenannten Badorfer Keramik und Pingsdorfer Keramik gefunden. Sie lassen das Alter der Ansiedlung in die karolingische Zeit und ottonische Zeit zurückdatieren.
Unbestätigten Quellen zufolge fand die erste schriftliche Erwähnung des Ortes im Jahre 809 statt. Dafür spricht auch der Wortstamm des Ortsnamens: Der noch heute im Niederdeutschen für unstete und unraste Leute gebräuchliche Begriff Wibbel weist auf einen sehr geschäftigen fränkischen Ortsgründer hin. Der aus dieser Zeit vielfach auch im Süddeutschen überlieferte Name Wibilo liefert den entscheidenden Hinweis auf den Ursprung des ersten Namensbestandteiles.
Die eiförmigen Hofanlagen um die aus normannischer Zeit stammende Befestigungsform der Motten lieferten aufgrund ihres eben ovalen Grundrisses den Namen Ova von lateinisch Ovum für Ei. Wibilos Ova wurde im Laufe der Zeit und Sprachentwicklung des Genitivs im Deutschen zu Wiblinchove, und aufgrund der sogenannten Lautverschiebung von b zu v in späterer Zeit zu Wevelinckhoffen. Die intermediäre Bezeichnung Weuelinghouen lässt sich auf die unterschiedliche Gebrauchsweise von V und U im mittelalterlichen Deutsch und Latein zurückführen.

### Namensursprung
Wevelinghoven (1135 Wievelenchoven) ist der westlichste Ort der Gillbacher ’hoven’-Gruppe, die in fränkische Zeit zurückgeht, in die auch das Martinspatrozinium der katholischen Pfarrkirche weist. Der Ort Wevelinghoven ist unter verschiedenen Bezeichnungen bekannt: Neben Wevelkaven (heute noch im Niederländischen gebräuchlich), Weuelinghouen, Wiblinchoven, Wevelinckhoffen hat sich in der lokalen mundartlichen Überlieferung vor allem der Name Wivelkoven (~1750) als „Wivekove“ erhalten.
Im Mittelalter war auch die Bezeichnung Wrjfflichofen (abgebildet in der Karte von Vopelius 1555) geläufig. Auch tauchte 1075 ein Wernere de Wiuelcoue (hier: Wevelinghoven) auf einer Urkunde als Zeuge auf. Bereits 1072 gab es eine ungesicherte Bürgschaft eines Herren von Wevelinghoven im heutigen Süddeutschland.

### Wappen

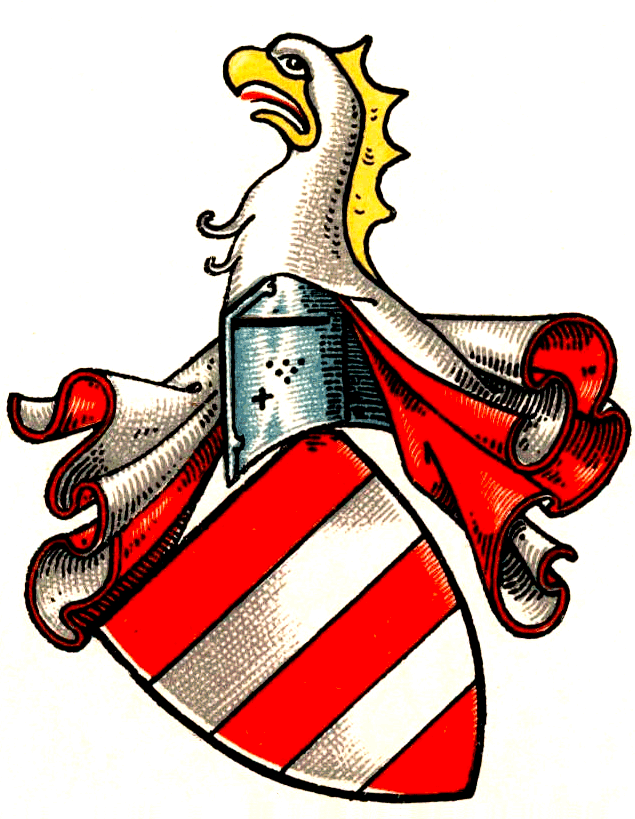
Wappen derer von Wevelinghoven

Das ursprüngliche Wappen aus dem Mittelalter trug nur den roten Schild mit zwei parallel verlaufenden horizontalen Silberbalken. Derart schlichte Wappen sind für den frühen Hochadel typisch. Wir finden es in Reinform bspw. auf vielen Darstellungen des münsterischen Bischofs Florenz von Wevelinghofen. Es wurde im Laufe der Zeit und durch Nutzung seitens des Amtsadels durch einen schwarzen Schwan auf einem Helm und grüne Ranken ergänzt. Die spätere Stadt Wevelinghoven führte dieses reich verzierte Wappen bis 1938. Urheberrechtliche Rechtsstreitigkeiten mit dem Fürsten von Bentheim als Titelerben der Herren von Wevelinghoven führten zu einer Neuauflage des alten Stoffes im Bauhausstil. Das neue Wappen (s. o. Seitenanfang) stellt die Elemente des Adelsgeschlechtes der Herren von Wevelinghoven (1138–1446) in ihrem Kern dar: Den Helm mit schwarzem Schwanenhals und die drei roten Rosen, deren Herkunft unklar ist. Gänzlich verschwunden ist der rote Schild mit den silbernen Balken.

### Urkundliche Erwähnung
Urkundlich jedoch erstmals im Jahre 1096 während des Ersten Kreuzzuges erwähnt, beginnt das hochmittelalterliche Kapitel von Wevelinghoven wenig rühmlich. Die Verfolgung der rheinischen Juden von Speyer bis Xanten durch den Deutschen Kreuzzug, eine eigenmächtige Nebenbewegung des durch Papst Urban II. ausgerufenen Ersten Kreuzzugs, veranlasste den damaligen Kölner Erzbischof Hermann III. von Hochstaden zu einer groß angelegten Rettungsaktion für die Juden seiner Stadt: Insgesamt 7 befestigte Orte in seinem Einflussgebiet wurden auserkoren, die jüdischen Gemeinden aufzunehmen und ihnen für die Dauer des Durchzuges der kriegerischen Bauern Zuflucht zu gewähren. Dabei sind neben Neuss, Xanten und Geldern, die später eine festungsähnliche Bedeutung besaßen, vor allem die kleineren Herrschaften wie auch Eller, Moers, Meer(busch) und eben Wevelinghoven zu nennen. Die Katastrophe nahm für die so vermeintlich sicheren Juden jedoch kein Ende: Verraten durch die Landbevölkerung, zogen ihnen die mordenden Horden durch die genannten Orte entgegen und massakrierten auch die jüdischen Einwohner in den stark befestigten Burgen Hülchrath und Zons. Es ist davon auszugehen, dass die Einwohner den Kreuzfahrern willfährig Zutritt gewährten. Für Wevelinghoven ist daher auch überliefert, dass die hierhin geflüchteten Juden zunächst die vermeintlich sichere Burg verließen, um in die Sümpfe der Umgebung zu fliehen. Als sie dann von den Morden in Hülchrath und Zons erfuhren, sahen sie keine andere Chance als den Freitod.
Neben dem Ort erfuhr hierin nun auch zum ersten Mal eine Befestigung innerhalb Wevelinghovens Erwähnung, es gibt jedoch keine bildliche Darstellung der Burg der Herren von Wevelinghoven. Es ist aber anzunehmen, dass die Befestigungsanlagen der Zeit entsprechend umfangreich gewesen sein dürften, da sie in einer Reihe mit den größeren Anlagen der näheren Umgebung genannt wird.
Im Jahre 1145 erfolgte die Gründung des Klosters Langwaden durch Christian von Wevelinghoven. 1216 wurde Konrad von Hochstaden, der spätere Erzbischof von Köln, katholischer Pfarrer von Wevelinghoven.

### Geschichtliche Bedeutung der Burgen
Die Anlage der mutmaßlichen Stammburg ist heute noch als eine Hügellage auf dem linken Erftufer zu erkennen. Sie liegt unmittelbar gegenüber der ehemaligen mutmaßlichen Eigenkirche der Herren von Wevelinghoven und dem auf den Grundmauern der im Dreißigjährigen Krieg zerstörten Vorburg errichteten Gutshof, der in späterer Zeit dem von den möglichen Wevelinghover Grundherren abstammenden Landadel der von Deutz verwaltet wurde. Um diesen Hügel befindet sich eine jüngere Grabenvierung, die wie der kleine Fachwerkpavillon auf der Spitze des Hügels, einer klassizistischen Gartenanlage zuzuordnen ist. Anhand des umstehenden Baumbewuchses und leichten Vertiefungen im Gelände lässt sich ein ehemals den Hügel umfließender Arm der Erft erkennen. Vermutlich wurde das heutige Bett der Erft (das vorgenannten Arm trockenfallen ließ) in diesem Bereich von Menschenhand gegraben, um Stamm- und Vorburg voneinander zu trennen und durch eine Brücke den Zugang kontrollieren zu können. Die Zuweisung der Anlage zu den Herren von Wevelinghoven steht aufgrund mehrerer historischer und archäologischer Unklarheiten in Zweifel. Zum einen besaßen die Herren von Hochstaden historischen Quellen zufolge das Recht, die Pfarrstelle in Wevelinghoven zu besetzen. Demnach scheint es naheliegend, dass diesen auch die der Kirche benachbart liegende Befestigung zuzuschreiben wäre. Zum anderen existiert mit der Burg Liewendahl im südlichen Ortsteil eine weitere Befestigungsanlage. Diese war bis zu ihrer Auflassung den Nachfolgern der Herren von Wevelinghoven – den Grafen von Bentheim-Tecklenburg – als Lehen aufgetragen. Diese gründeten 1672 auch die protestantische Kirche am nördlichen Erfttalhang. Weiterhin ist eine Burganlage – in Überlieferungen Kerpen’sche Burg genannt – im nördlichen Ortsteil in unmittelbarer Nähe zum heutigen Zisterzienserkloster Langwaden bekannt. Da dieses Kloster im Jahr 1045 durch die Herren von Wevelinghoven den Prämonstratensern gestiftet wurde, steht auch diese heute vollständig abgegangene Burganlage als mögliche Stammburg der Herren von Wevelinghoven zur Diskussion.

### Politische Eigenständigkeit

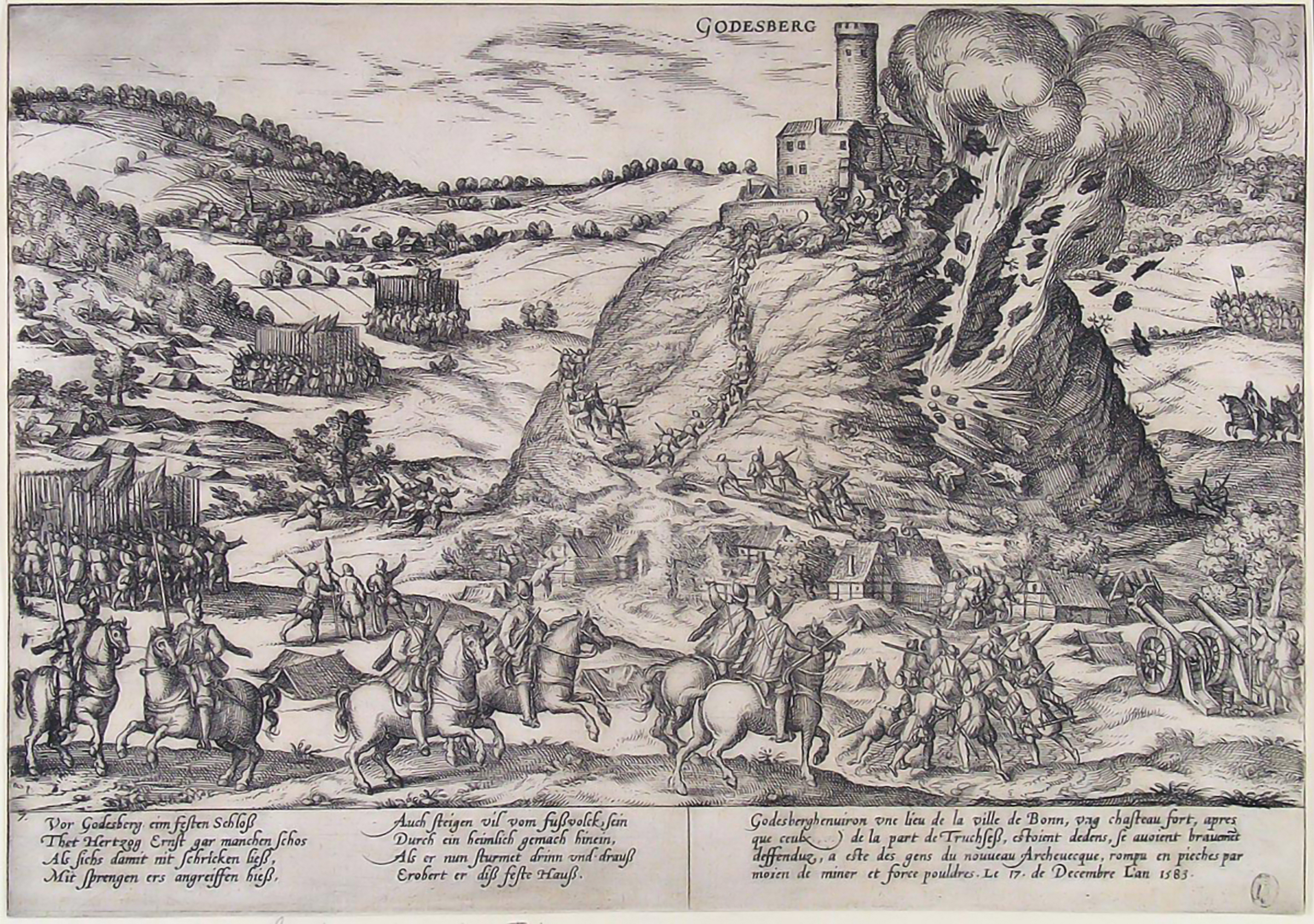
Zerstörung der Godesburg 1583 im Truchsessischen Krieg

Am 29. Juni 1354 übertrugen die Herren von Wevelinghoven ihre Herrschaft dem Kölner Erzbischof als Lehen. Damit verlor Wevelinghoven seine politische Eigenständigkeit als Herrschaftsbereich eines eigenen Souveräns. Hierin lag auch für die kommenden Jahrhunderte die politische Zugehörigkeit zu Kurköln begründet, da die Wevelinghover Burg somit zu einem begehrten Kriegsziel der Feinde Kölns wurde. Andererseits war die Grenzlage der Wevelinghover Burg zusammen mit Hülchrath in vorderster Front zur Jülicher Amtsstadt Grevenbroich weiter bestimmender Faktor des Konfliktes zwischen den späteren Herzögen von Jülich und den Kölner Erzbischöfen. Bestimmend für diesen Konflikt bis über die Napoleonische Zeit hinaus war auch der Bestand der protestantischen Gemeinde innerhalb Wevelinghovens. Sie war im Erzbistum Köln auf Dauer die einzige Gemeinde der Reformierten, die mit Genehmigung des Erzbischofs existierte. Dafür überließ der Grundherr und Graf von Bentheim den örtlichen Katholiken Kirche und Pastorat. Diese gehörten nach dem Westfälischen Friedensschluss eigentlich den Protestanten.
Die Burg wurde im Truchsessischen Krieg 1583 als eine der ersten Anlagen im Erzbistum Köln zerstört und hiernach nicht wieder aufgebaut. Weitere bedeutsame Burgen, die in dieser weitreichenden Auseinandersetzung Zerstörungen erfuhren, waren die Godesburg (nebenstehenden) und in unmittelbarer Nähe Wevelinghovens Burg und Schloss Hülchrath.

### Schlacht bei Wevelinghoven 1648

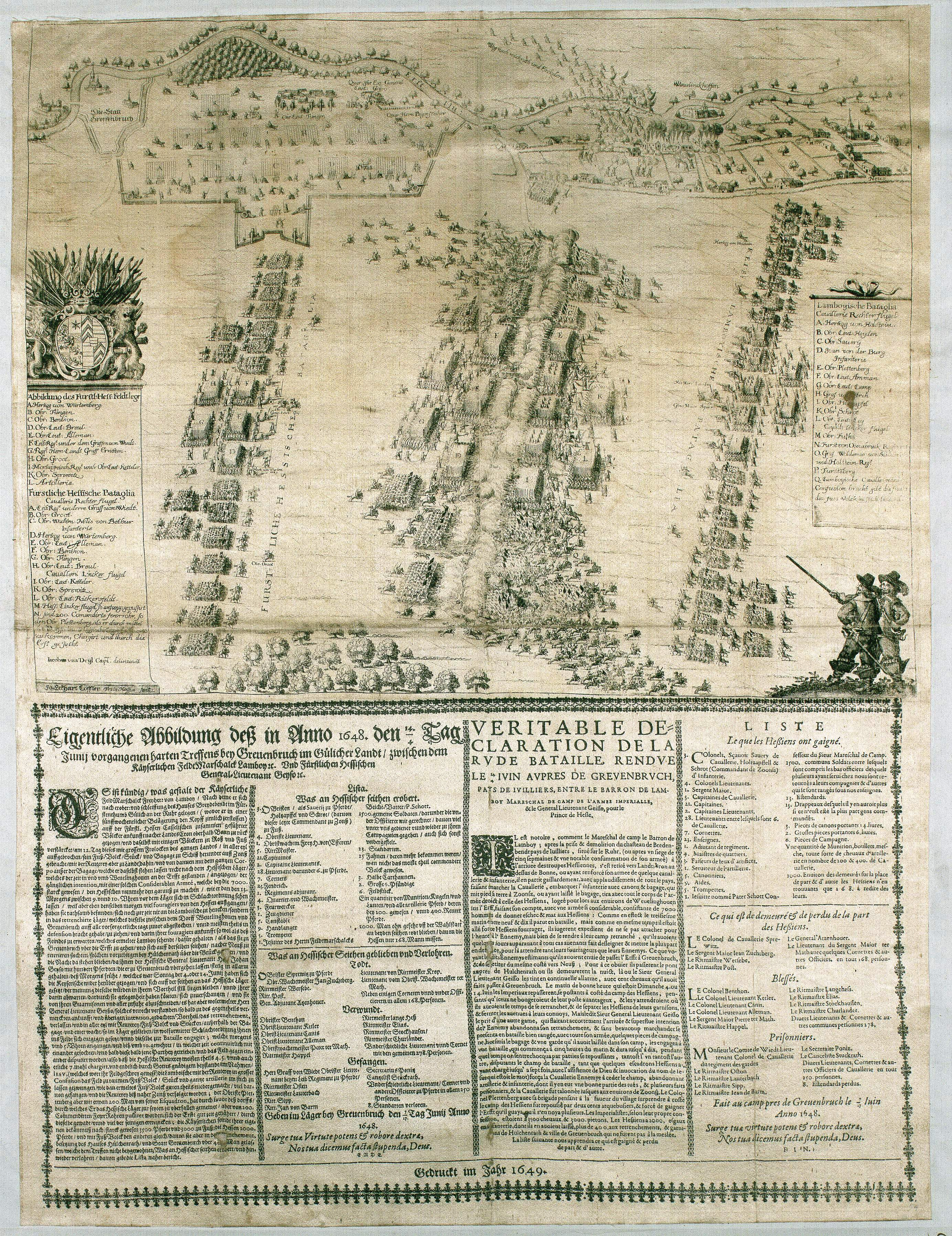
Schlacht bei Wevelinghoven 1648

Zum Ende des Dreißigjährigen Krieges, am 14. Juni 1648, kam es zur Schlacht bei Wevelinghoven. Kaiserliche Truppen unter General Lamboy erschienen am 13. Juni mit etwa 7000 Mann vor dem Lager der hessischen Truppen südlich von Wevelinghoven unter General Geyso. Die Kaiserlichen versuchten, das Lager der Hessen auf dem rechten Erftufer von allen Verbindungen abzuschneiden. Am 14. Juni rückten die Hessen mit ihrer gesamten Reiterei, Artillerie und Infanterie vor das Lager und stellten sich zur Schlacht. Die kaiserlichen Truppen waren den hessischen weit überlegen: Elf Kanonen der Kaiserlichen standen nur fünf der Hessen gegenüber, 3500 kaiserliche Reiter 2000 hessischen Reitern und 3000 kaiserliche Fußsoldaten 1600 hessischen Fußsoldaten. Trotzdem erlitten die kaiserlichen Truppen eine verheerende Niederlage, da ihre Reiterei auf dem linken Flügel im Verlaufe des Gefechts in Verwirrung geriet. Nach ihrer Flucht konnten die berittenen Truppen der Hessen unter Obrist Grod das Feld von rechts nach links aufrollen.

### Das Wevelinghover Adelsgeschlecht
Die Familie von Wevelinghoven wird aufgrund ihrer langen Geschichte zum rheinischen Uradel gezählt.

### Neuzeit

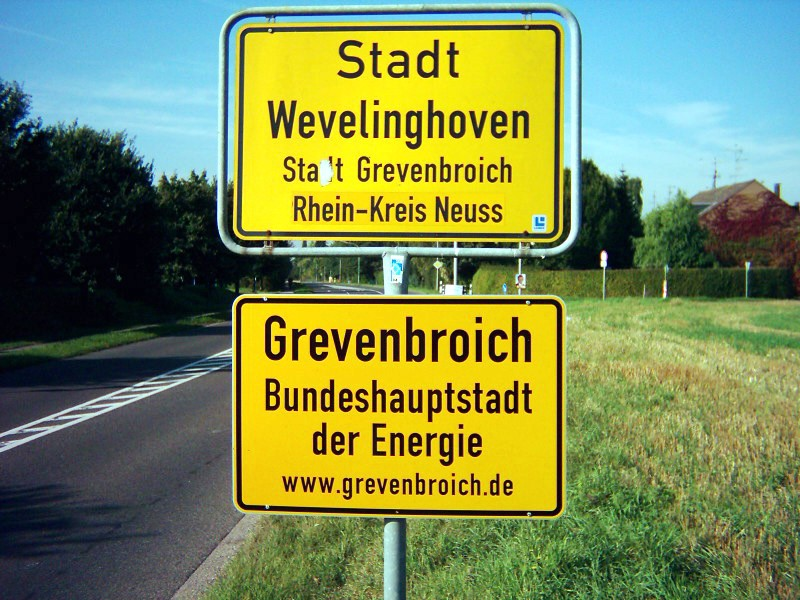
Ortseingangsschilder von Grevenbroich-Wevelinghoven

Im Jahre 1653 erfolgte der Wiederaufbau Wevelinghovens nach dem Dreißigjährigen Krieg mit dem Alten Pastorat in der Unterstraße. Im Juli 1758 standen sich nach der Schlacht von Krefeld im Siebenjährigen Krieg an der Erft von Grevenbroich bis über Wevelinghoven hinaus französische und hannoveranisch-preußische Truppen gegenüber. Bis zum Jahre 1794 gehörte die Unterherrschaft Wevelinghoven zum Amt Hülchrath im Kurfürstentum Köln. Im Jahre 1794 wurde das linke Rheingebiet französisch besetzt. Es entstand die Mairie Wevelinghoven im neu eingerichteten Kanton Elsen (ehemalige Deutschordensherrschaft seit 1263) zugerechnet, im Arrondissement de Cologne im Département de la Roer. 1815 fiel der Niederrhein (bis auf einen „Kanonenschuss“ weit von der Maas) dem Königreich Preußen zu. Seit 1816 bildete die Gemeinde Wevelinghoven eine preußische Bürgermeisterei im neuen Kreis Grevenbroich im Regierungsbezirk Düsseldorf. Im Jahre 1827 erhielt Wevelinghoven gemeinsam mit zwölf anderen Städten der Umgebung einen Sitz und Stimme im Rheinischen Provinziallandtag. Im Jahre 1839 erhielt Wevelinghoven die Stadtrechte. Von 1816 bis 1846 und von 1866 bis 1886 war sie Sitz des Landratsamtes des Landkreises Grevenbroich. 1884 fand anlässlich des Kaisermanövers die zugehörige Kaiserparade des VII. Armee-Korps, das das Manöver mit dem in Euskirchen vor dem Obersten Kriegsherrn Parade habenden VIII. Armee-Korps später ausführen sollte, in Wevelinghoven statt. 1909 erfolgte die Einweihung des von dem Aachener Architekten Krieger entworfenen Wevelinghovener Rathauses. Der Bürgerschützenverein Wevelinghoven 1924 e. V. wurde 1924 gegründet. Der letzte Bürgermeister der Stadt Wevelinghoven war Hilmar Krüll (CDU), sein Stellvertreter war der spätere Grevenbroicher Bürgermeister Hans Gottfried Bernrath (SPD). Wevelinghoven hatte eine Fläche von 13,90 km² und bestand aus den Ortschaften Wevelinghoven, Tüschenbroich und Langwaden. Am 1. Januar 1975 wurde Wevelinghoven im Rahmen der kommunalen Neugliederung ein Stadtteil von Grevenbroich. Da einem Ort zwar die Stadtrechte, nicht jedoch ohne weiteres die Titel aberkannt werden können, wurde Wevelinghoven Ende der 1990er Jahre zusammen mit Hülchrath das Recht zugestanden, den historischen Verweis auf die politische Eigenständigkeit durch den Titel Stadt Wevelinghoven auf den Ortseingangsschildern zu dokumentieren. Diese Schilder werden jedoch seit einigen Jahren durch neue ersetzt, in denen der Zusatz Stadt nicht mehr zu finden ist. Stattdessen lauten die neuen : „Grevenbroich: Wevelinghoven“.

### Einwohnerentwicklung
- 1961: 5501 Einwohner (6. Juni)[5]
- 1964: 6032 Einwohner (30. Juni)
- 1970: 6037 Einwohner (27. Mai)[5]
- 1974: 7536 Einwohner (30. Juni)[6]
- 2005: 7330 Einwohner (31. Dezember)
- 2006: 7284 Einwohner (31. Mai)
- 2010: 7068 Einwohner (31. Dezember)
- 2013: 6966 Einwohner (31. Dezember)
- 2014: 6968 Einwohner (31. Dezember)
- 2015: 7087 Einwohner (31. Dezember)
- 2016: 7038 Einwohner (31. Dezember)
- 2017: 7126 Einwohner (31. Dezember)
- 2018: 7198 Einwohner (31. Dezember)
- 2019: 7325 Einwohner (31. Dezember)
- 2020: 7270 Einwohner (31. Dezember)
- 2021: 7276 Einwohner (31. Dezember)
- 2022: 7350 Einwohner (31. Dezember)
- 2023: 7265 Einwohner (31. Dezember)
- 2024: 7313 Einwohner (31. Dezember)

## Kultur und Freizeit

### Baudenkmäler

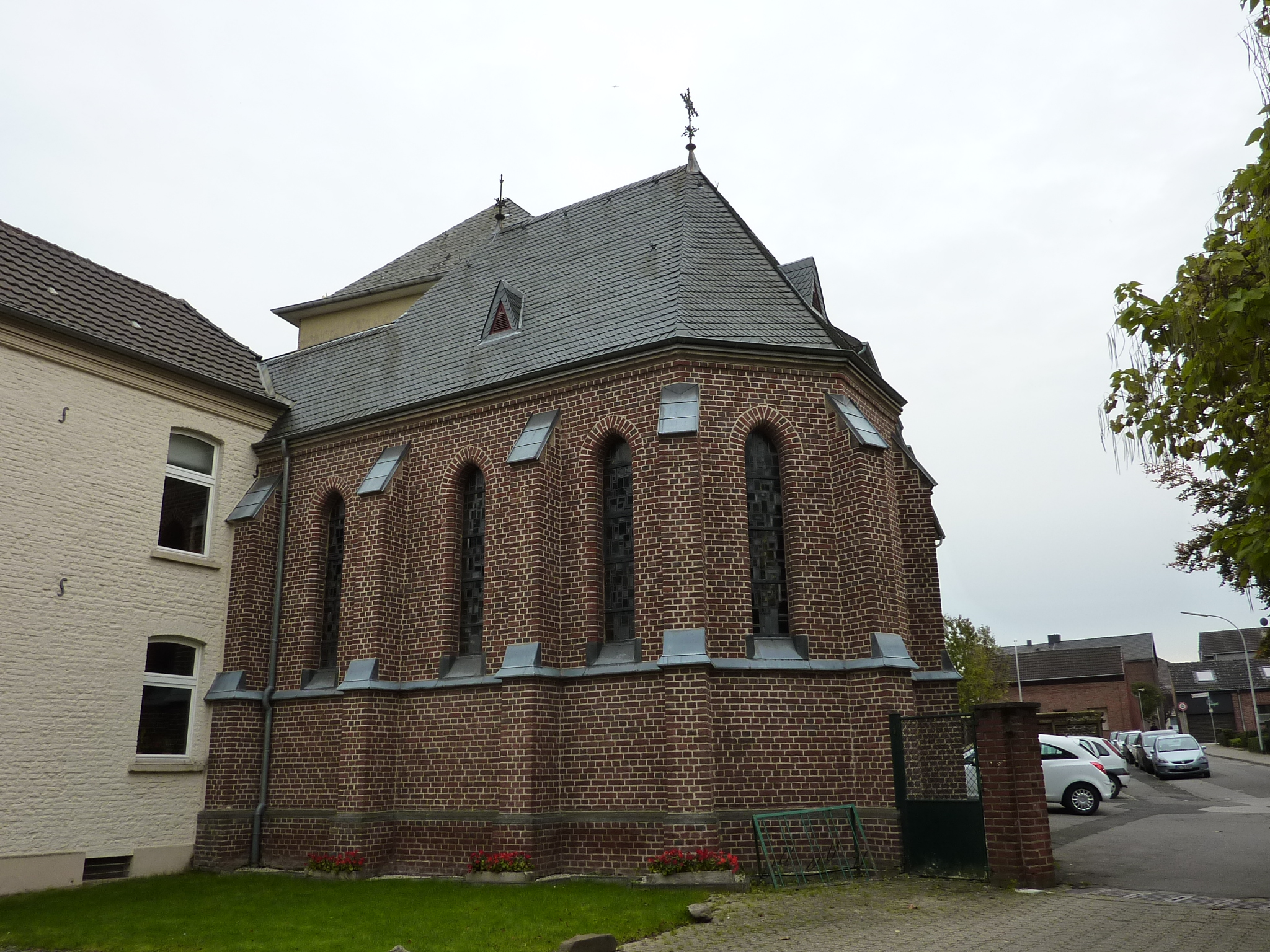
Kapelle St. Josef

Neben dem Haus Busch und dem Kloster Langwaden finden sich in Wevelinghoven noch andere wichtige Bauten mit historischer Bedeutung. Zu denen gehört auch die denkmalgeschützte Kirche St. Martin.

### Altes Pastorat

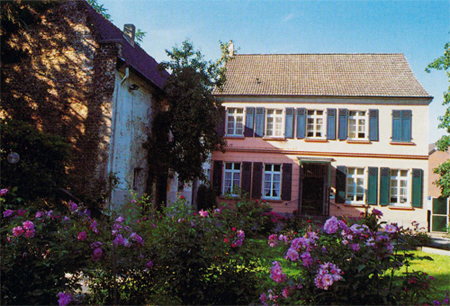
Altes Pastorat von 1653 (links im Bild)

Vor allem ist hier das Alte Pastorat zu nennen, das nach seiner Erbauung um das Jahr 1650 eine wechselvolle Geschichte erlebt hat. Der offene Stuckkamin trägt die Jahreszahl 1653. Es handelt sich um das älteste Gebäude in Wevelinghoven und wohl um das älteste unter Denkmalschutz stehende Wohnhaus in Grevenbroich. Der Dreißigjährige Krieg, der wie o. a. mit dem Westfälischen Frieden im Jahre 1648 zu Ende gegangen war, hatte zeitweise bekanntlich auch rund um Wevelinghoven gewütet und den Ort weitgehend zerstört (1648 Schlacht bei Wevelinghoven). Mit dem Bau des Pastorates wurde für den protestantischen Pfarrer wieder eine Wohnstatt geschaffen. Im Laufe der kommenden Jahre wechselten Kirche und Pastorat häufig die Konfession. Letztlich erhielten die Katholiken die Rechte an beiden Gebäuden. Die Protestanten schufen sich an der heutigen Burgstraße Ecke Hemmerdener Weg 1685 eine neue Heimstatt.
Das jetzige Pfarrhaus von 1857 stellt einen Erweiterungsbau dar, in dem weiterhin der katholische Pfarrer wohnt. Nach dem Zweiten Weltkrieg waren noch einige Zeit Flüchtlingsfamilien in dem Gebäude des Alten Pastorats untergebracht. Danach stand es viele Jahre leer und die Substanz drohte völlig zu verfallen. Das Alte Pastorat wurde bis 2020 von der katholischen Gemeinde vollständig restauriert und ist nun in das Gebäudeensemble des neuen Gemeindezentrums Martinus Forum integriert.

### Altes Rathaus

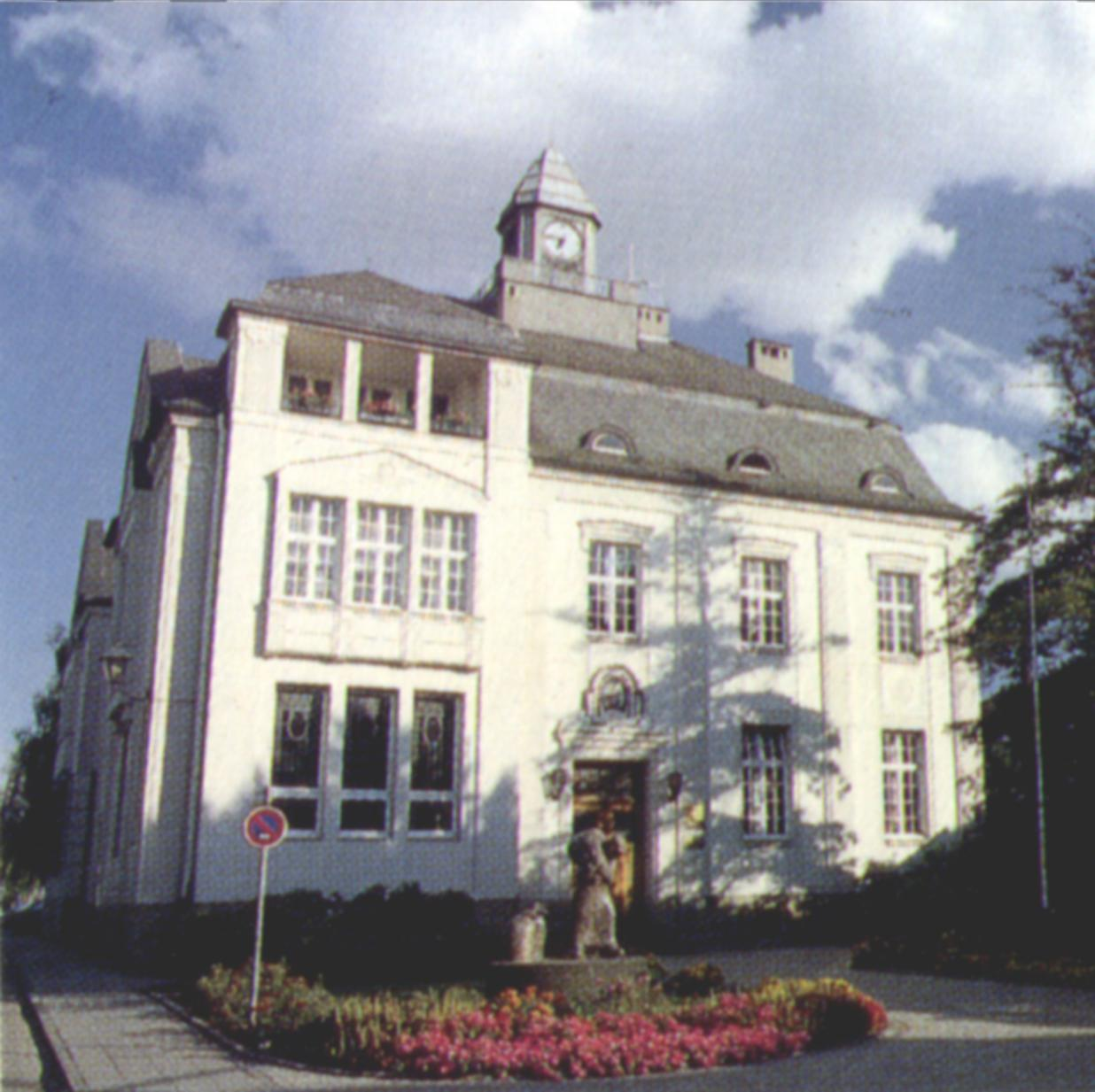
Rathaus der Stadt Wevelinghoven

Das Symbol für die ehemalige Eigenständigkeit der alten Stadt Wevelinghoven ist das im Jahre 1909 eingeweihte Rathaus nach Entwurf des Aachener Architekten Krieger. Die Architektur weist neben Reminiszenzen des Historismus viele Jugendstil-Elemente auf, die vor allem in den Gängen der ehemaligen Sparkassenräume als Wandfliesen sichtbar werden. Besonders hervorzuheben ist der vollständig erhaltene Ratssaal, der mit Fenstern, Gestühl und Kamin ein gelungenes Gesamtkunstwerk darstellt. Heute befindet sich das Gebäude in Privatbesitz. Den Vereinen des Ortes wird jedoch die Nutzung des Ratssaals zu öffentlichen Anlässen gewährt.

## Wirtschaft und Infrastruktur

### Industrie
Bereits für das Jahr 1155 ist belegt, dass die Obermühle ihren Dienst als Mühlbetrieb versah. Heute noch wird sie als moderner Mühlbetrieb bewirtschaftet. Für die Untermühle reichen die Nachweise bis in das 14. Jahrhundert, sie ist heute nicht mehr in Betrieb.
1852 wurde in Wevelinghoven eine Wollwarenfabrik errichtet, die in der damaligen Zeit, neben der Agrarwirtschaft als Ganzes, den wohl wesentlichen Teil der lokalen Arbeitgeber darstellte.
1874 wurde in Wevelinghoven eine Zuckerfabrik errichtet. Diese gehört seit 1926 zu Pfeifer & Langen. Auf dem Werksgelände befinden sich heute Gebäude für die Lagerung und Verpackung von Zucker-Sondersorten (z. B. weißer Kandis, Puderzucker, Würfelzucker, Gelierzucker und Zuckerhüte). Der Betrieb wird als Außenstelle der Zuckerfabrik Elsdorf geführt. Auf dem sonstigen ehemaligen Werksgelände befindet sich heute ein Einkaufszentrum.

### Medien
- Neuss-Grevenbroicher-Zeitung – regionale Tageszeitung, Neusser Zeitungsverlag GmbH, zu Rheinische Post gehörig
- Erft-Kurier Grevenbroich – lokales Anzeigenblatt (Samstag), Kurier-Verlag GmbH, zu Rheinische Post gehörig
- Westdeutsche Zeitung – regionale Tageszeitung, zu Verlag W. Girardet gehörig

### Verkehr

#### Autobahnen
Wevelinghoven liegt mit seiner Zugehörigkeit zum Stadtgebiet Grevenbroich im Schnittpunkt der vier großen Städte am südlichen Niederrhein und dem nördlichen Rheinland: Köln, Düsseldorf, Mönchengladbach und Aachen. Alle Städte sind mit dem Auto in höchstens 40 Minuten zu erreichen. Hierzu dienen die gut ausgebauten Autobahnen 44 und 57 sowie die als „Heinsberger Autobahn“ bekannte A 46.

#### Buslinien
Neben dem Stadtbus wird Wevelinghoven an seinen 14 Haltestellen: (Zuckerfabrik, Brückenstraße, Hülser Weg, Hemmerdener Weg, Realschule, Marktplatz, Rhenaniastraße, Grüner Weg, Poststraße, Am Wehr, An der Untermühle, Am Gather Hof) von folgenden 7 Linien des Verkehrsverbundes Rhein-Ruhr angefahren:
| Linie | Strecke | Bemerkungen                   |
| ----- | --- | ----------------------------- |
| 858   | Grevenbroich – Wevelinghoven – Kapellen – Autobahn (A46) – Neuss Stadthalle                                        | werktags                      |
| 865   | (Neurath −) Grevenbroich – Wevelinghoven – Mühlrath/Barrenstein                                                    | Montag–Freitag                |
| 869   | Neuss Stadthalle – Holzheim – Grevenbroich-Kapellen – Wevelinghoven – Grevenbroich Bf                              | täglich (So nur bis Kapellen) |
| 877   | Neuss Landestheater – NE-Süd Bf – Holzheim – Grevenbroich-Kapellen – Wevelinghoven (– Grevenbroich Bf)             | werktags                      |
| 878   | Neuss Stüttgen – Elvekum – Norf – Hoisten – Grevenbroich-Neukirchen – Wevelinghoven (– Grevenbroich Bf) (Kleinbus) | Montag–Freitag                |
| 893   | Kapellen Bf – Wevelinghoven – Grevenbroich Bf                                                                      | täglich                       |
| NE12  | Kapellen Bf – Wevelinghoven – Grevenbroich Bf – Gustorf                                                            | Nachtexpress, samstags        |

#### Bahnhöfe

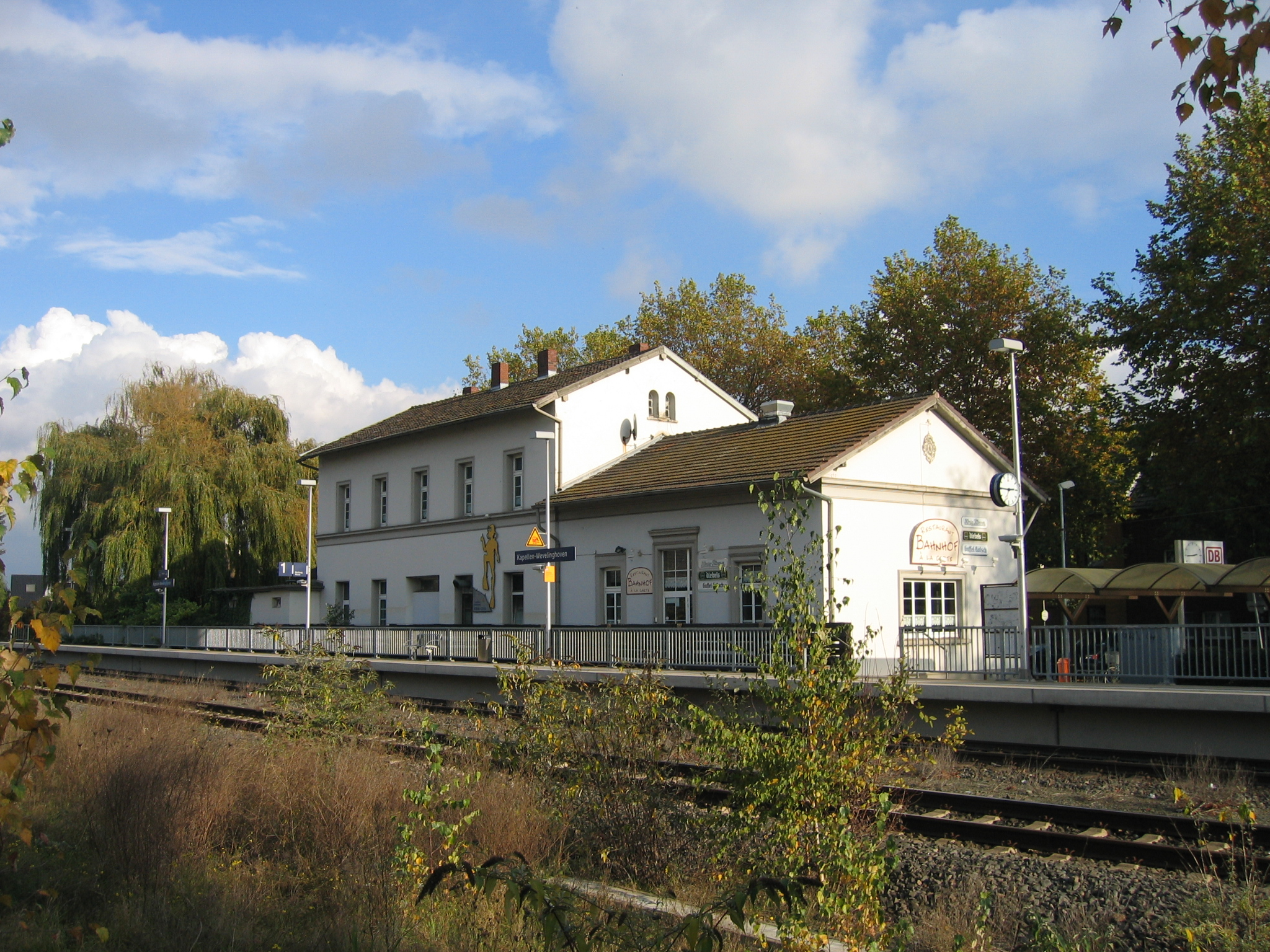
Bahnhof Kapellen-Wevelinghoven

In Kapellen/Erft besteht der Haltepunkt Kapellen-Wevelinghoven an der Bahnstrecke Düren–Neuss. Dieser Bahnhof wurde im 19. Jahrhundert maßgeblich mit dem Geld der damaligen Stadt Wevelinghoven und einiger dort ansässiger Firmen errichtet. Die bahninterne Bezeichnung der damaligen Blockstelle war daher „Wf“.
Von Kapellen-Wevelinghoven aus bestehen Verbindungen mit der RB 39 nach Grevenbroich, Bedburg, Neuss und Düsseldorf.
| Linie | Verlauf | Takt                                          |
| ----- | --- | --------------------------------------------- |
| RB 39 | Düssel-Erft-Bahn: (Düsseldorf Hbf – Düsseldorf-Bilk –)* Neuss Hbf – Holzheim (b. Neuss) – Kapellen-Wevelinghoven – Grevenbroich – Gustorf – Frimmersdorf – Bedburg (Erft) * nur wochentags sowie am Wochenende in Tagesrandlage Stand: Fahrplanwechsel Dezember 2021 | 60 min 30 min (Neuss–Grevenbroich wochentags) |

## Sonstiges

### Kunstwerke

3 von 9 Stelen von Helmut Coenen, Geschichte der Stadt Wevelinghoven

Helmut Coenen hat 9 Stelen aus 2,5 cm starkem Stahl angefertigt, etwa 50 cm breit und 180 cm hoch, die neun Jahrhunderte der Geschichte Wevelinghovens darstellen: von der ersten Erwähnung 1096 bis zur Eingemeindung 1975. Die Plastiken erinnern in ihrer Palisadenform an die mittelalterliche Befestigung einer Motte. Die durchbrochenen Kunstwerke stellen jeweils zwei übereinander angeordnete miteinander korrespondierende Motive dar. Die Stelen sind in Wevelinghoven in Dreiergruppen aufgestellt: An der Eiche, am „Denkhaus“ und am Stadtpark. Die ersten Plastiken wurden im August 2004 aufgestellt.

### Wewelinghöfer

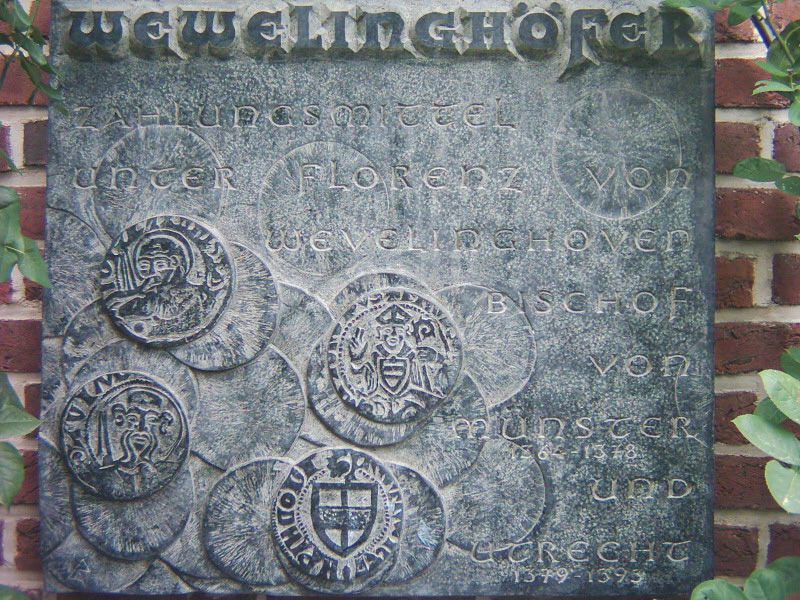
Gedenktafel an Florenz von Wevelinghofen (Bischof von Münster 1364–1378) und seine Wewelinghöfer

Der Wewelinghöfer ist ein Westfälischer Pfennig, der unter Kaiser Friedrich II. (1212–1250) in Dortmund, von dem Kölner Erzbischof Konrad in Soest sowie von den Bischöfen von Münster und Osnabrück vom 13. bis ins 15. Jh. geprägt wurde. Die kleinen und dicken Schrötlinge boten den umfangreicheren Münzstempeln nicht genug Platz, so dass viele Umschriften nicht auf die Münze passten und nur fragmentarisch zu erkennen sind. Den Namen erhielten die Münzen nach Florenz von Wevelinghofen, der im 14. Jhd. Bischof von Münster und Utrecht war und die kleinen dicken Pfennige in großen Mengen prägen ließ. An ihn erinnert eine Gedenktafel mit der Aufschrift: „Wewelinghöfer, Zahlungsmittel unter Florenz von Wevelinghofen, Bischof von Münster 1364–1378 und Utrecht 1379–1393“.

## Persönlichkeiten
- Hans Gottfried Bernrath (1927–2010), Bürgermeister der Stadt Grevenbroich (1979–1994), MdB (SPD)
- Samuel Friedrich Biegon von Czudnochowski (1789–1864), Bürgermeister von Wevelinghoven
- Johann Bresgen (1884–1974), Bürgermeister von Wevelinghoven und Landrat des Landkreises Grevenbroich
- Heinrich Dumoulin (1905–1995), Jesuit und Professor an der Sophia-Universität in Tokio
- Florenz von Wevelinghoven (1330–1393), Domherr in Köln und später Bischof von Münster und Utrecht
- Volker Hömberg (* 1954), Neurologe
- Thomas Klinkhammer (* 1961), Dirigent, Musiker und Offizier
- Friedrich Koch (1775–1847), Textilfabrikant und Unternehmerpersönlichkeit der frühindustriellen Zeit
- Joseph Langen (1837–1901), römisch-katholischer, später alt-katholischer Theologe und Hochschullehrer, Kaplan in Wevelinghoven
- Karl-Egon Lönne (1933–2006), Historiker und Professor für Neuere Geschichte an der Heinrich-Heine-Universität in Düsseldorf
- Johannes Miesler (1851–1905), Verleger in Berlin, Pionier der „Gruß-aus …“-Postkarten
- Karl Mommer (1910–1990), deutscher Politiker (SPD), MdB, Bundestagsvizepräsident
- Patrick Rosenthal (* 1979), Sachbuchautor und Blogger
- Kai Stefes (* 1970), deutscher Fotograf
- Ernst Vollrath (1932–2004), deutscher politischer Philosoph
- Simone Wiegele (* 1986), Weltmeisterin 2006 im Voltigieren (Mannschaft) bei den World Equestrian Games in Aachen, Bronzemedaillengewinnerin im Einzelvoltigieren bei den World Equestrian Games in Kentucky 2010
- Lazarus Wihl (um 1824–nach 1868), deutscher Porträtmaler der Düsseldorfer Schule
- Ludwig Wihl (1807–1882), deutscher Altphilologe, Orientalist, Literat und Publizist